# William Cusano
William Cusano (19 octobre 1943 à Sepino-Campobasso, Italie. Décédé le 13 novembre 2012 à Montréal, Canada) est un homme politique québécois. Il était le député libéral de Viau de 1981 à 2007.